# Vitrociset
Vitrociset era un'azienda italiana che opera nel campo delle tecnologie dell'informazione e della comunicazione e della logistica. 

## Settori di attività
Principalmente gestiva sistemi elettronici e informatici nel campo civile e militare per imprese, amministrazioni pubbliche, agenzie governative e organizzazioni. Si occupava inoltre di sistemi per la Difesa, sistemi per il controllo del traffico aereo, tecnologie satellitari e telecomunicazioni, trasporti e infomobilità, ICT e logistica integrata. Vitrociset aveva in carico la gestione evolutiva della rete nazionale in ponte radio digitale delle tre forze di polizia (pubblica sicurezza, carabinieri e Guardia di Finanza) che rappresenta, insieme alla logistica per la difesa e ai programmi spaziali come il Vega, il sistema di posizionamento Galileo e il Soyuz.

## Storia

### Gli inizi
Nel 1992 sono presenti tre società: Ciset (famiglia Crociani), Vitroselenia e Avioelettronica Sarda (entrambe IRI-Alenia).
Vitroselenia acquista il 20% di Ciset, dopodiché viene incorporata in Avioelettronica Sarda, che viene ridenominata  Vitrociset S.p.A.
Nel 2006 Vitrociset costituisce la "Vitrociset Sistemi Srl", conferendovi il ramo d'azienda in possesso delle competenze della manutenzione e sviluppo dei sistemi di gestione e di controllo del traffico aereo, gestiti in esclusiva per decenni. Nel 2006 la Vitrociset Sistemi Srl viene ceduta ad ENAV che la rinomina in Techno Sky Srl.
Al 2009 Vitrociset detiene l'1,33% di Alitalia.

### Lo sviluppo
A giugno 2009 Vitrociset ha definitivamente acquisito Enterprise Digital Architects Spa (EDA) dal fallimento della stessa, costituendo una società ad hoc: Vitrociset ICT srl che a fine 2011 viene incorporata in Vitrociset SpA come ultimo passo di questa acquisizione.
A ottobre 2009 avvia un piano di rilancio e razionalizzazione dei costi, mediante incentivi all'esodo, chiusura delle sedi periferiche, trasferimento di dipendenti, dismissione di aree commerciali ritenute non redditizie come i laboratori avionici, per concentrare il business sulle aree a maggior valore aggiunto.
È di febbraio 2010 la notizia dell'avvio di un'inchiesta su come sia avvenuta l'acquisizione del ramo d'azienda Vitrociset, da parte di ENAV.
Nel dicembre 2010 Vitrociset conclude la complessa operazione di ricontrattualizzazione dei programmi che EDA aveva in corso con le Interpolizie (Pubblica Sicurezza, Carabinieri e Guardia di Finanza) per il completamento della rete nazionale di telecomunicazioni dedicata alla sicurezza.
A giugno 2011, dopo una profonda ristrutturazione che ha portato alla fuoriuscita di molti dei direttori "storici" della Vitrociset, l'azienda annuncia, dopo tre anni di perdite, di essere uscita dalla crisi di risultati e di rilanciarsi nel mercato come Global Service Provider con una nuova strategia di forte attenzione al cliente, sviluppo delle competenze verso la parte alta del valore, internazionalizzazione e impegno nella Ricerca & Sviluppo. Quell'anno i ricavi toccano i 204,1 milioni di euro, l'EBITDA è di 19,2 milioni pari al 9,7% dei ricavi, l'utile netto supera gli 8 milioni.
Vitrociset ha curato la realizzazione dell'intero segmento di terra del primo test del lanciatore europeo Vega (torre di lancio, bunker, centro missione Vega e integrazione con il centro di controllo Jupiter, oltre al banco di assemblaggio e test del lanciatore) in qualità di prime contractor di 23 aziende internazionali.
Il 1º giugno 2012, con un mese di anticipo rispetto al programma, Vitrociset consegna alla Lockheed Martin il primo prototipo di equipaggiamento per il test a radiofrequenza e microonde del caccia F35 Lightning II, più noto come Joint Strike Fighter, nell'ambito di un programma di sviluppo di Ground Support Equipments che prevede anche la realizzazione di carrelli per il condizionamento e il raffreddamento a terra del velivolo. Questi sistemi complessi saranno prodotti in serie presso uno degli stabilimenti di Capo San Lorenzo in Sardegna, gli stessi da cui Vitrociset eroga i servizi logistici e di supporto tecnico del Poligono Sperimentale e di Addestramento Interforze del Salto di Quirra (PISQ).
Dal 7 luglio 2012 Giorgio Zappa, ex direttore generale di Finmeccanica, guida Vitrociset ricoprendo il ruolo di presidente operativo, affiancato, dal giugno 2013, da Paolo Solferino, ex responsabile della LoB Air & Naval Systems di Selex ES, con la carica di direttore generale. Nel maggio 2016 Zappa lascia l'incarico a Riccardo Tiscini, Solferino diventa amministratore delegato.
Nel marzo 2014 l'azienda si organizza in quattro unità: Defence, Homeland Security, Space & Transport, Government & Industries. Meno di tre anni dopo, nel febbraio 2017, l'azienda si organizza in tre differenti business unit: Defence & Security, Space & Big Physics e Transport & Infrastructures.

### I file dei Paradise Papers
Vitrociset era controllata per il 98,5% dalla famiglia Crociani, erede di Camillo Crociani, coinvolto nello scandalo Lockheed e scappato in Messico e per anni divisa al suo interno da una causa internazionale sulla titolarità dei propri beni, mentre l'1,5% era della ex Finmeccanica. Da tempo i Crociani volevano vendere la società.
In seguito alla diffusione dei documenti dello studio legale offshore Appleby, consegnato da una fonte anonima a un consorzio di giornalisti investigativi di cui per l'Italia fanno parte la testata di Rai3 Report e L'Espresso, si è scoperto nel novembre 2017 che la Vitrociset era controllata, attraverso un complesso sistema di società finanziarie, da una società delle Antille Olandesi con capitale sociale di un dollaro. Il governo Gentiloni ha avviato la procedura prevista dalla legge sulla golden power, visti i contenuti che i servizi Vitrociset fornisce allo Stato.

### Sotto il controllo di Leonardo
Nel settembre 2018 il gruppo Leonardo, che già detiene una partecipazione dell'1,46%, compra Vitrociset esercitando il diritto di prelazione sull'acquisto del 98,54% e scalzando quindi l'offerta di Fincantieri e Mermec, azienda del gruppo pugliese Angel di Vito Pertosa. L'acquisizione è completata alla fine di gennaio del 2019 dopo le autorizzazioni di legge (golden power del Governo e Antitrust).
A seguito della fusione per incorporazione In Leonardo, da gennaio 2022 ha cessato di esistere come entità societaria separata e le attività sono state trasferite dentro Telespazio (programmi spaziali)  e Leonardo (programmi per la difesa).

## Il Centro Ricerca e Sviluppo Internazionale
Il 6 dicembre 2011 Vitrociset inaugura a Roma il suo Centro Ricerca e Sviluppo internazionale, una struttura distribuita tra Roma (HQ e Laboratori TLC), Napoli (Laboratori IT), Capo San Lorenzo (Laboratori sensori e data fusion) e Transinne in Belgio (Laboratori Spaziali), mediante il quale gestisce gran parte degli oltre 30 programmi finanziati a livello internazionale (es. VII programma quadro dell’Unione europea) e nazionale (es. Italia 2015 del Ministero dello sviluppo economico).
Il Centro si è aggiudicato 3 progetti nell'ambito del PON Smart Cities & Communities (uno dei quali premiato dal Ministro del MIUR Francesco Profumo) e 4 nell'ambito dei Cluster Tecnologici Nazionali.
In esso operano giovani ingegneri su sistemi e tecnologie avanzati nei settori difesa, spazio, sicurezza delle infrastrutture critiche, ambiente e tecnologie intelligenti per le città intelligenti.